# 제시카 로
제시카 준 로우(Jessica June Rowe, 1970년 6월 22일 ~ )는 호주의 언론인이자 작가, 텔레비전 진행자이다. 그녀는 2018년 3월까지 네트워크 텐(Network Ten)의 스튜디오 텐(Studio 10)에 공동 진행자로 출연하였으며, 정신 건강 옹호 활동으로 오스트레일리아 훈장 멤버(AM)가 되었다.

## 생애 초기
로우는 시드니 여자 고등학교(Sydney Girls High School)와 배서스트(Bathurst)에 있는 찰스 스터트 대학교(Charles Sturt University)를 다녔으며 1993년에 문학사를 취득하였다. 학창 시절, 그녀는 학교 내 라디오 방송국 2MCE-FM의 아나운서였다. 이후 2003년에 국제학 석사로 시드니 대학교를 졸업하였다.

## 경력

### 1996–2005:Five NewsandThe Best of Times, The Worst of Times
로우는 채널 나인(Channel Nine)에서 접수 담당자로 일을 시작하였고, 이후 프라임 세븐(Prime7)에서 기상 캐스터로 일했다. 1996년부터는 채널 텐(Channel Ten)에서 뉴스 진행자로 일하기 시작했다. 로우는 론 윌슨(Ron Wilson)과 함께 Five bulletin의 Ten Sydney’s Ten News 프로그램을 진행하였다. 2005년, 로우는 Network Ten에서의 프로그램 진행을 그만두었다.
2005년 10월, 로우는 조울증을 가진 그녀의 어머니의 투병생활에 대한 경험을 담은 The Best of Times, The Worst of Times (출판사: Allen & Unwin)라는 첫번째 책을 출판하였다. 로우는 어머니인 페넬로프 로우(Penelope Rowe)와 함께 공동으로 이 책을 집필하였다.

### 2006-2008: Today 입사, the Seven Network로 이직
2006년, 로우는 나인 네트워크(the Nine Network)에 합류하여 트레이시 그림쇼우(Tracy Grimshaw)를 대신해 칼 스테파노비치(Karl Stefanovic)와 함께 투데이 (Today)의 아침 프로그램을 진행하였다. 네트워크 텐(Network Ten)은 2006년 6월까지 경쟁 방송사에서 일하는 것을 금지한 네트워크 텐 계약서 문구를 인용하여, 퇴사 후 나인 네트워크로 합류한 것에 대한 소송을 제기하였다. 소송은 2005년 12월 30일 대법원에 의해 기각되어, 로우는 2006년 1월 30일에 투데이에서 데뷔할 수 있었다.[
투데이에서 처음 방송을 시작한 후, “방송 중 킥킥거림, 진중한 언론인 자격 요건의 부재, 공동 진행자 칼 스테파노비치와의 부족한 호흡” 등의 비판을 받았다. 로우는 또한 호주군 준장 마이클 슬레이터(Michael Slater)와 관련해 방송 중 실수를 하여 비판을 받았다. 딜리(Dili)와 연결한 생방송 인터뷰 중 동티모르 현지 화면이 연출이 되어있다는 것을 노출시켰고, 슬레이터 여단장이 로우에게 약탈 및 폭행 영상이 며칠 전 찍힌 것이라고 말 했음에도, 로우는 그 영상을 사용하려고 하였다.
이 시기에, 나인 네트워크의 CEO 에디 맥과이어(Eddie McGuire)는 2006년 6월 공식 입장을 발표하여, 로우가 “쫓겨날 것”이라는 주장은 “악성이고 전례 없는 비방 활동”중 하나라고 하였다.   이 공식 입장이 발표된 것은 맥과이어가 임원 회의에서 노골적으로 로우를 위협했다는 나인 네트워크의 전 보도국장 마크 루엘린(Mark Llewellyn)의 선서 진술서 정식 증언이 나온 후였다.
2007년 5월 6일, 로우는 출산 휴가에서 복귀 후 연봉 협상 문제로 나인 네트워크를 퇴사하였다.
2007년, 로우는 TV로 복귀하여 시드니의 세븐 네트워크(the Seven Network)에 합류, 세븐 뉴스(Seven News)의 진행자가 되었다. 그녀는 패티 뉴튼(Patti Newton)과 마크 베레타(Mark Beretta)와 함께 댄싱 위드 스타(Dancing with the Stars)의 일곱번째 시리즈에 캐스팅 되었다. 로우는 이 프로그램에서 7위를 차지했다.

### 2009-2012: 위켄드 선라이즈(Weekend Sunrise)에 합류
2010년 12월, 로우는 사라 커밍(Sarah Cumming)과 샤린 기델라(Sharyn Ghidella)의 후임으로 위켄드 선라이즈의 뉴스 진행자가 되었다. 그녀는 또한 2013년 방송사를 떠날 때까지 세븐 네트워크의 다른 프로그램의 진행도 맡았다.
2011년, 로우는 육아 경험이 있는 호주인 어머니들과의 인터뷰 내용을 모은 ‘사랑, 지혜, 어머니의 역할 (Love, Wisdom, Motherhood)’ (출판사: Allen & Unwin)을 출판하였다. 이 책에는 퀜틴 브라이스(Quentin Bryce), 리사 맥퀸(Lisa McCune), 웬디 하머(Wendy Harmer)와 티나 아레나(Tina Arena) 등과 한 인터뷰 내용도 담겨 있다.
2012년 4월, 로우는 루디 헨샬(Ruthie Henshall)이 출연하는 갈라 콘서트 중, 시드니 왕립 극장(the Theatre Royal)에서 공연한 손드하임(Sondheim)의 연극 작품, 사이드 바이 사이드(Side By Side)의 나레이터로 출연하였다. 이 갈라 콘서트는 여성 폭력에 대한 의식 고취를 위해 활동하는 자선 단체, 화이트 리본 오스트레일리아(White Ribbon Australia)를 지원하기 위해 개최되었다. 이것은 시드니의 시모어 센터(Seymour Centre)에서 2011년 4월에 시작되어 진행 중인 투어 콘서트 중 하나였다.

### 2013-2018: 스튜디오 텐(Studio 10)

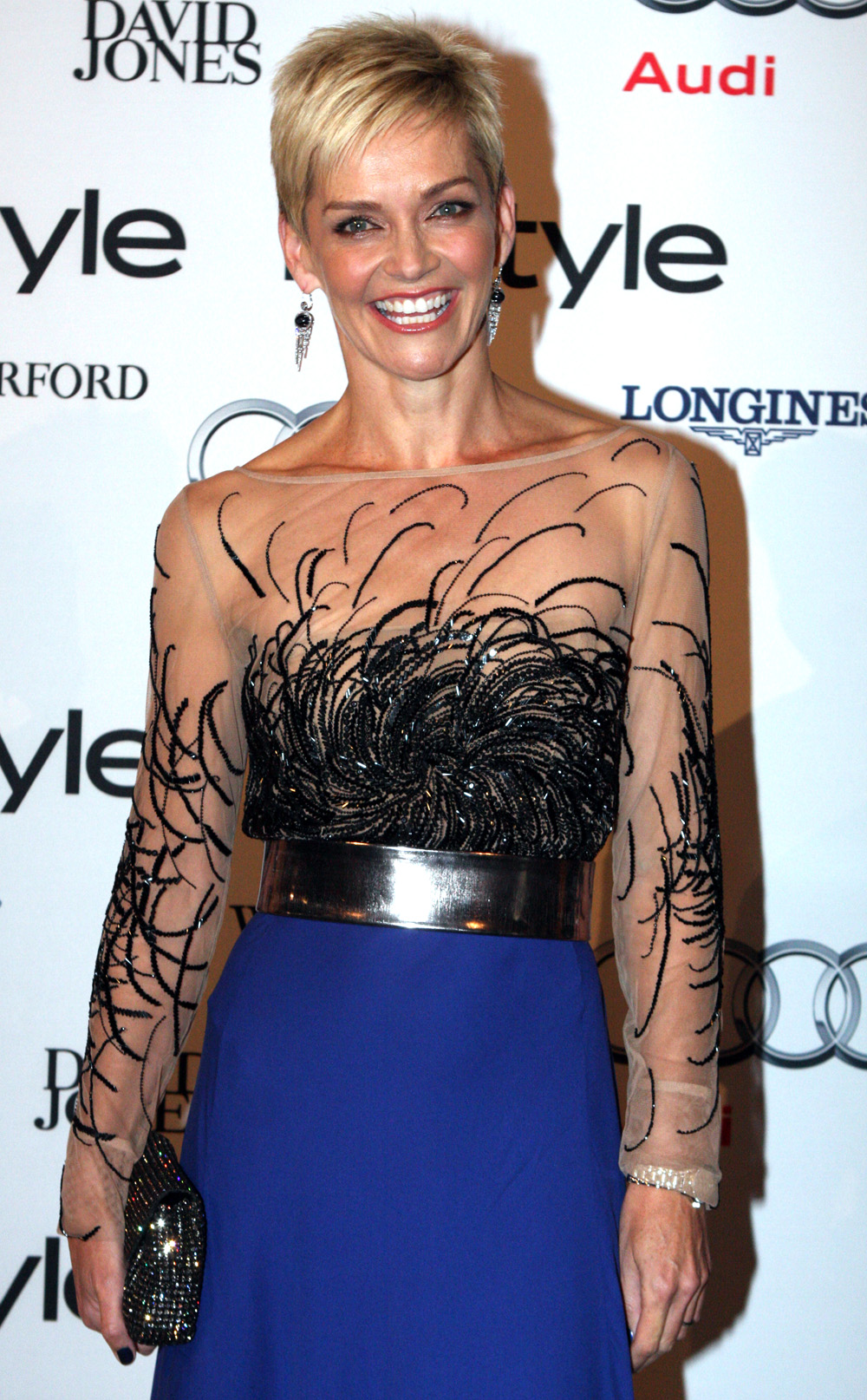
제시카 로우

2013년 9월, 로우는 네트워크 텐으로 복귀하여 새로운 모닝 TV 쇼, 스튜디오 텐의 공동 진행자가 되었다. 이 프로그램은 2013년 11월 4일에 첫 방송 되었고, 로우는 이타 버트로즈(Ita Buttrose)와 조 힐데브랜드(Joe Hildebrand)와 함께 공동으로 진행하였다. 2015년에는 5번째 공동 진행자로 데니스 드라이스데일(Denis Drysdale)이 프로그램에 합류하였다. 이 프로그램은 2016년 10월 12일, OzTAM TV 프로그램 순위에서 2위를 차지하였다. 스튜디오 텐은 네트워크 텐에서 월 ~ 금, 8:30AM ~ 12PM에 방송된다.
2015년 1월, 로우는 2015년 오스트레일리아의 날(Australia Day)에 그녀의 정신 건강 옹호 활동을 인정받아 오스트레일리아 훈장 멤버(Member of the Order of Australia)가 되었다. 그녀는 이러한 인정을 받은 것이 “믿을 수 없을 정도로 겸허한 마음이고 축복을 받았다” 라고 하며 “저는 작은 왕관을 받기를 소망했어요. 제 안에 작은 여자 아이가 있었던 거죠(”I was hoping I might get a tiara. It's the little girl in me”).”라며 농담을 했다.
2015년 7월, 로우는 호주 시드니 주립 극장(the State Theatre)에서 공연한 보니 리스고(Bonnie Lythgoe)의 연극 ‘알라딘과 요술 램프(Aladdin and his Wondrous Lamp)’에서 황후를 연기하였다. 이안 딕슨(Ian Dickson)과 보 라이언(Beau Ryan)도 이 작품에 출연하였다.
2015년 8월, 로우는 회고록 ‘이것이 나의 아름다운 삶인가?” (Is This My Beautiful Life?) (출판사: Allen & Unwin)을 출판하여 산후 우울증 경험과 전문 직업인으로서의 그녀의 생각을 담았다. 시드니 모닝 헤럴드(the Sydney Morning Herald) 신문은 “그녀의 회고록에 드러난 영향력이 과소평가 되어서는 안된다(“The impact of her revealing memoir should not be underestimated”)”라고 말했다.
2015년 9월, 로우는 울월스(Woolworths) 슈퍼마켓의 텔레비전 및 지면 광고에 출연하였다. 그녀는 1987년 학창시절에 그녀가 살던 지역 울월스 슈퍼마켓의 계산대 직원으로 일한 경험이 있다
2018년 3월, 로우는 아이들과 더 많은 시간을 보내고 싶어 스튜디오 텐을 퇴사하겠다고 밝혔다. 그러나, 로우는 자발적으로 방송국을 떠난 것이 아닌, 채널 10(Channel 10)이 1년 넘게 로우를 해고하려 했다고 알려졌다.

## 개인 생활
로우는 호주의 텔레비전 언론인이자 나인 뉴스 시드니(Nine News Sydney)의 진행자인 피터 오버튼(Peter Overton)과 결혼하여 슬하에 2명의 자녀가 있다.
로우는 첫째 딸이 태어나고, 채널 9(channel 9)과의 법적 다툼을 겪은 후, 심각한 산후 우울증을 겪었다. 그녀는 또한 최근에 겪은 산후 우울증과는 별개로, 이전에 항우울제를 복용했었고 임상 우울증, 불안 장애 및 공황 발작으로 8년간 정신과 치료를 받았었다고 말했다.
로우는 그녀의 정신병과 항우울제 복용 및 상담 경험에 대해서, “저에게 있어서, 도움을 구하는 것은 제가 할 수 있는 가장 용감한 최선의 행동 이에요. 그 덕분에 저는 살았어요(“To me, asking for help is one of the bravest and best things you can ever do. It saved me.”)”라고 분명하게 의견을 밝혔다. 그녀는 정신 건강 의식 고취 및 프로그램의 열성적인 지지자이다. 그녀는 비욘드블루(Beyondblue)의 홍보대사이자 대변인이다.